# Rob Palmer (Eishockeyspieler, 1952)
Robert Hazen „Rob“ Palmer (* 2. Oktober 1952 in Detroit, Michigan) ist ein ehemaliger US-amerikanischer Eishockeyspieler, der im Verlauf seiner aktiven Karriere zwischen 1970 und 1977 unter anderem 16 Spiele für die Chicago Black Hawks in der National Hockey League (NHL) auf der Position des Centers bestritten hat. Den Großteil seiner Laufbahn verbrachte Palmer jedoch in der Central Hockey League (CHL), wo er annähernd 200 Partien absolvierte und mit den Dallas Black Hawks im Jahr 1974 den Adams Cup gewann.

## Karriere
Palmer spielte bis zu seinem Wechsel ans College im Jahr 1970 in seiner Geburtsstadt Detroit in der Michigan Junior Hockey League (MiJHL) und erreichte dort in seiner letzten Saison insgesamt 120 Scorerpunkte, die dem Team der Detroit Olympics zum Gewinn der nationalen Meisterschaft verhalfen. Während seiner drei Jahre an der University of Denver spielte der Stürmer parallel für die Universitätsmannschaft in der Western Collegiate Hockey Association (WCHA), einer Division im Spielbetrieb der National Collegiate Athletic Association (NCAA). Die Pioneers gehörten in diesem Zeitraum zu einer der besten Collegemannschaften des Landes. Palmer selbst wurde während seiner Studienzeit im NHL Amateur Draft 1972 in der sechsten Runde an 93. Stelle von den Chicago Black Hawks aus der National Hockey League (NHL) ausgewählt. Zudem sicherten sich im selben Jahr im WHA General Player Draft der World Hockey Association (WHA) die Dayton Aeros seine Transferrechte. Am Ende seiner letzten Saison an der University of Denver wurde der Offensivspieler sowohl ins First All-Star Team der WCHA als auch ins West First All-American Team der NCAA berufen.
Im Sommer 1973 erhielt der US-Amerikaner einen Vertrag bei den Chicago Black Hawks und wurde in den folgenden drei Jahren hauptsächlich bei Chicagos Kooperationspartner, den Dallas Black Hawks, in der Central Hockey League (CHL) eingesetzt. Darüber hinaus kam er aber auch zu 16 NHL-Einsätzen für Chicago. Für die Dallas Black Hawks absolvierte Palmer im selben Zeitraum über 200 CHL-Spiele, die mit dem Gewinn des Adams Cup im Jahr 1974 gekrönt wurden. Nach dem Triumph verließ der Angreifer das Franchise und wechselte nach Schweden. Dort verbrachte er die Saison 1976/77 in der zweitklassigen Division 1 beim IFK Luleå, wo er in 20 Einsätzen auf 21 Scorerpunkte kam. Anschließend beendete der 25-Jährige seine aktive Karriere vorzeitig.

## Erfolge und Auszeichnungen
- 1973 WCHA First All-Star Team
- 1973 NCAA West First All-American Team
- 1974 Adams-Cup-Gewinn mit den Dallas Black Hawks

## Karrierestatistik
(Legende zur Spielerstatistik: Sp oder GP = absolvierte Spiele; T oder G = erzielte Tore; V oder A = erzielte Assists; Pkt oder Pts = erzielte Scorerpunkte; SM oder PIM = erhaltene Strafminuten; +/− = Plus/Minus-Bilanz; PP = erzielte Überzahltore; SH = erzielte Unterzahltore; GW = erzielte Siegtore; 1 Play-downs/Relegation; Kursiv: Statistik nicht vollständig)